# Richard Chandler
Richard Chandler, född 1738 i Elson i Hampshire, död den 9 februari 1810, var en engelsk arkeolog.
Chandler, som vid sin död var kyrkoherde i Tilehurst i Berkshire, utgav den arundelska marmorkrönikan, "Marmora oxoniensia" (1763), samt företog (1764-1766), på uppdrag av sällskapet "Dilettanti", en resa till Grekland och Mindre Asien för att anställa forskningar och samla antikviteter. Han författade Ionian Antiquities (1769, i förening med Nicholas Revett och William Pars), Inscriptiones antiquæ pleraeque nondum editae (1774), Travels in Asia Minor (1775) med flera arbeten.